# متحف جاكيمارت أندريه
 متحف جاكيمارت أندريه (بالفرنسية: musée Jacquemart-André)‏ هو متحف فني خاص، يقع في الدائرة الثامنة في باريس، تم إنشاء المتحف من المنزل الخاص لإدوارد أندريه (1833-1894) وزوجته نيلي جاكيمارت (1841-1912)، لعرض الأعمال الفنية التي جمعوها خلال حياتهم.

## معرض الصور

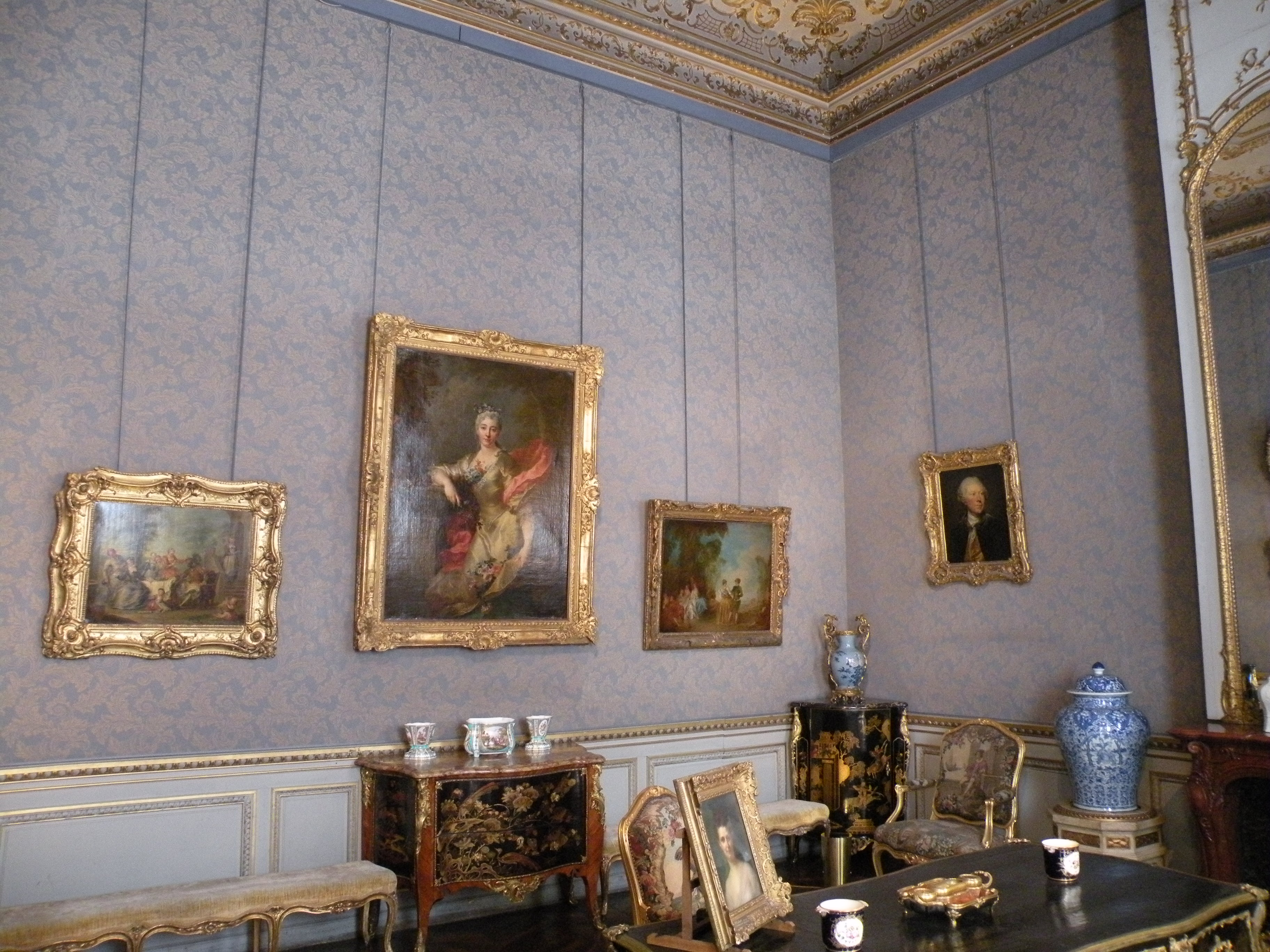
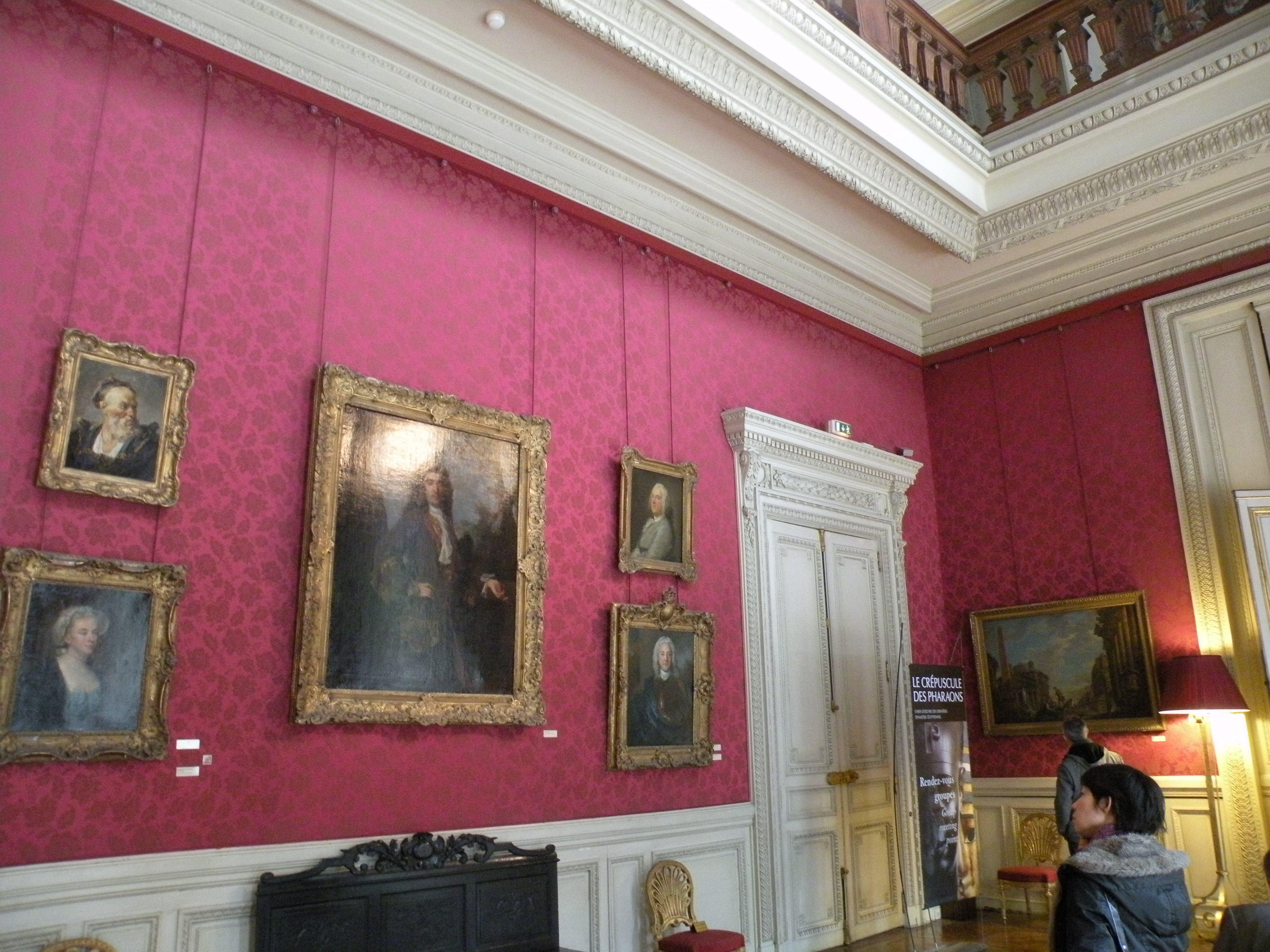
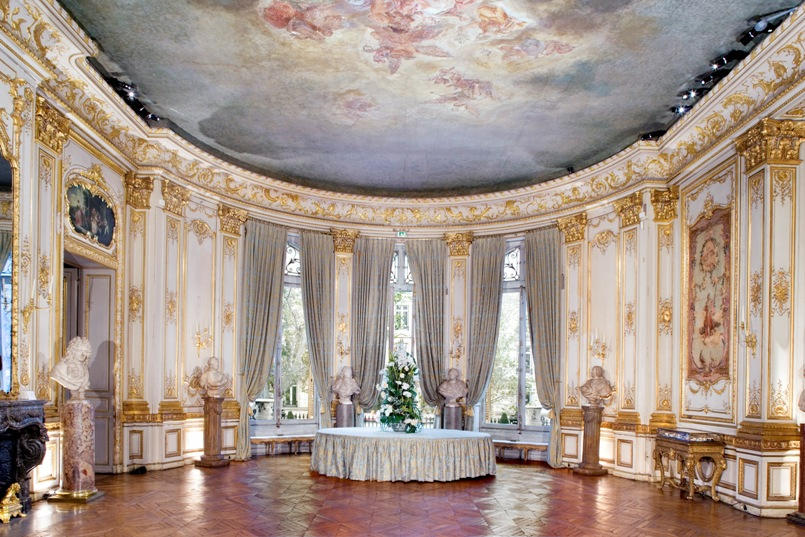
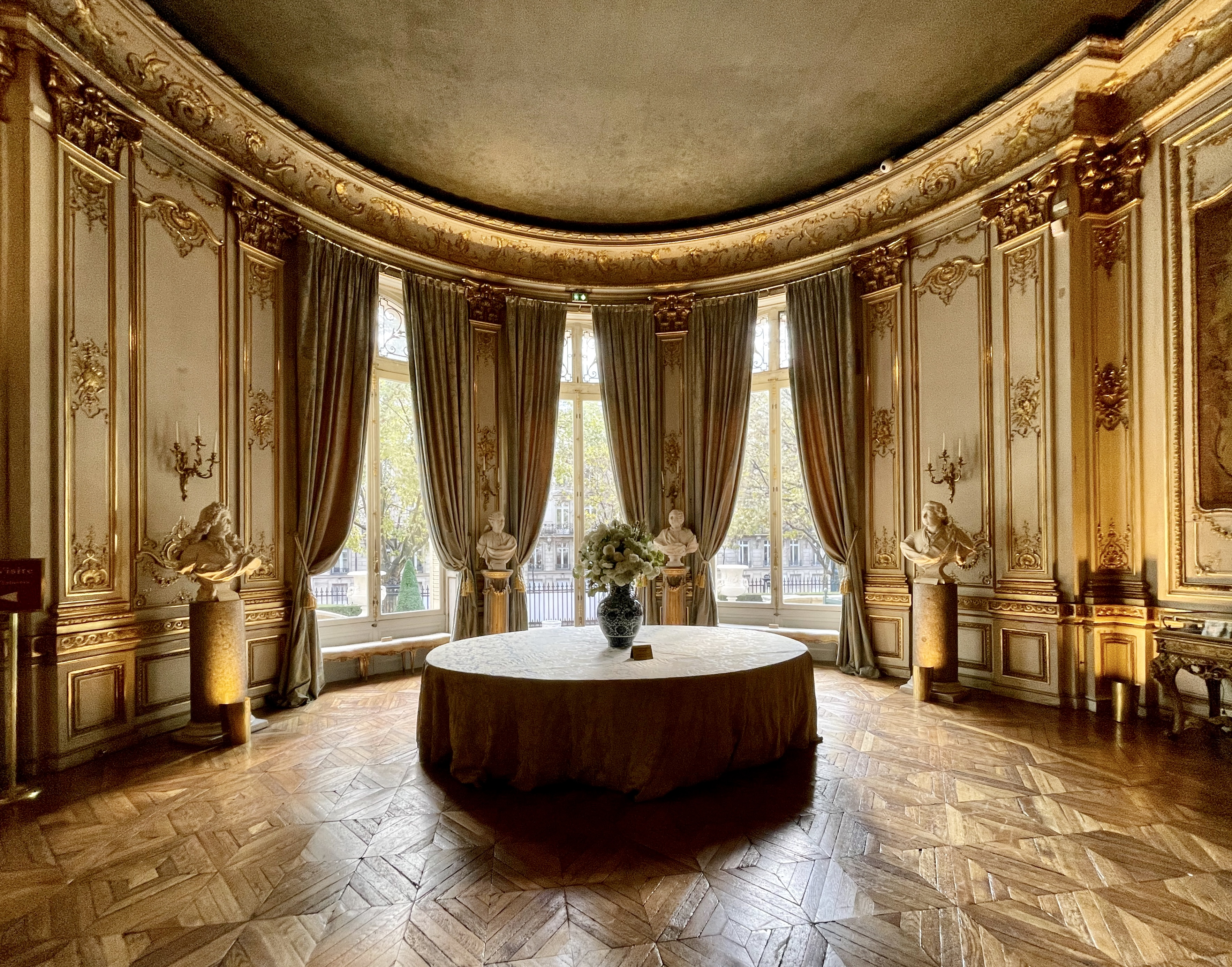
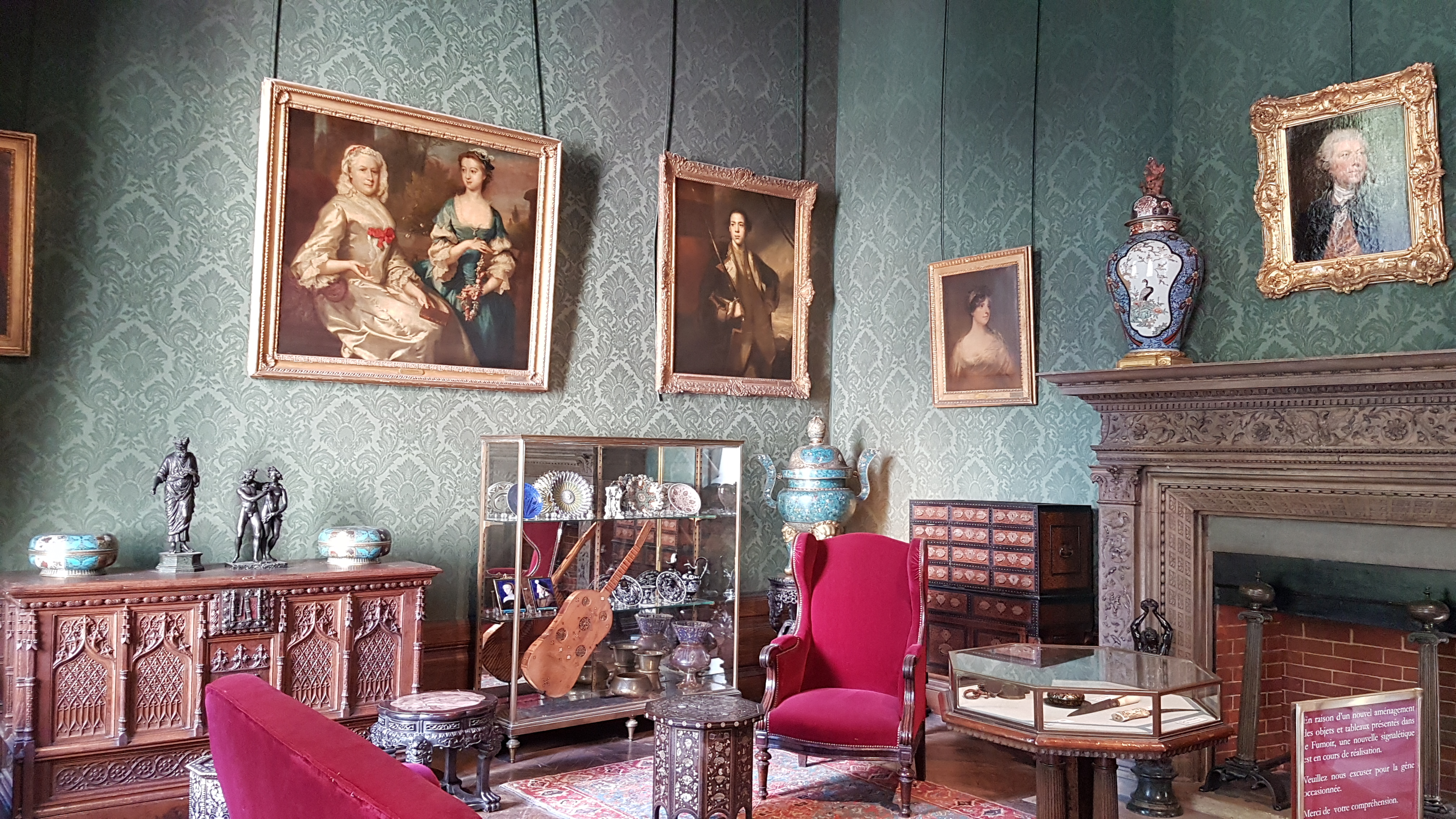
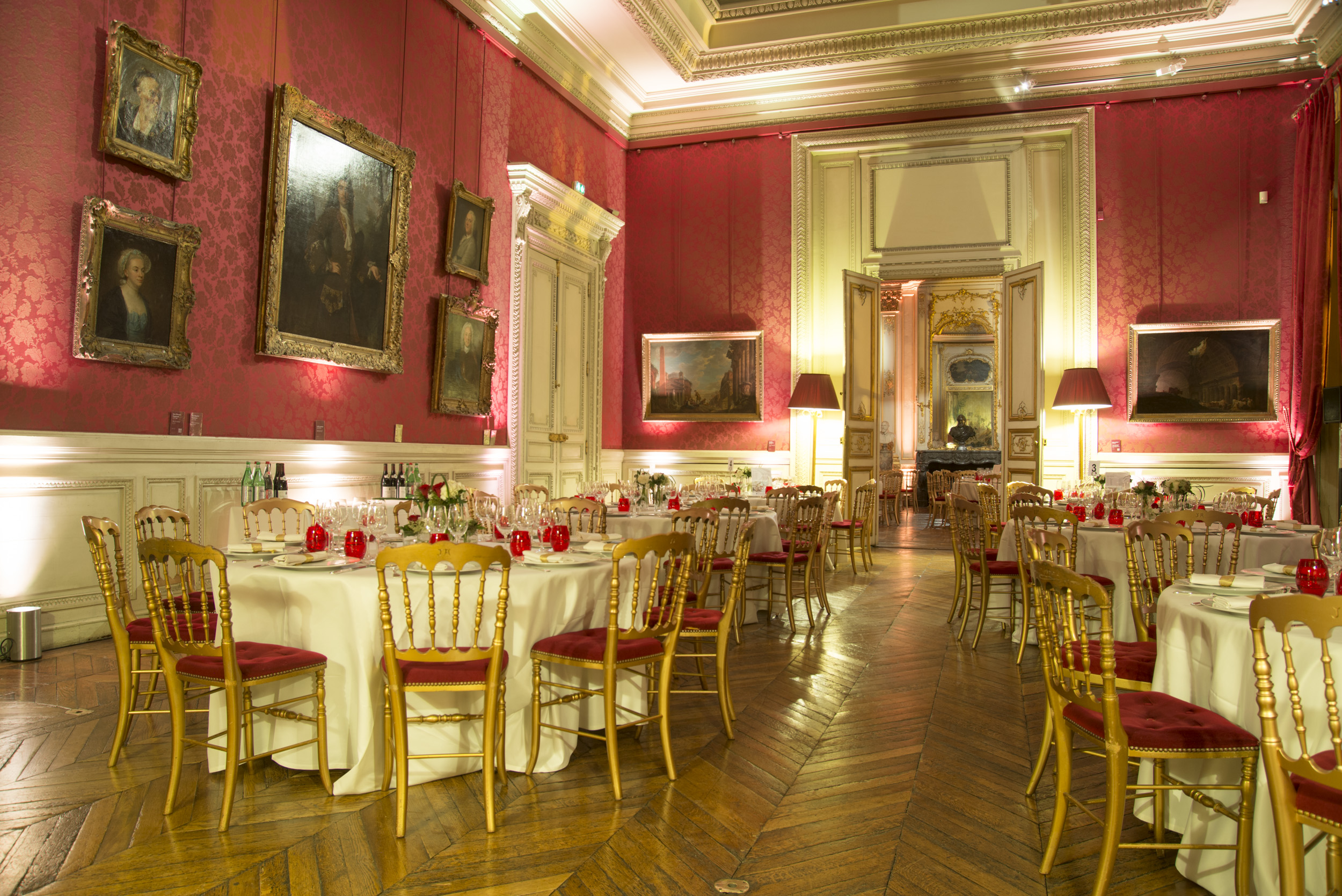

## أنظر أيضا
- قائمة متاحف باريس